# Fernando Ortuño Blasco
Ortuño, bürgerlich Fernando Ortuño Blasco, (* 12. Oktober 1945 in Granollers; † 13. Juli 2015) ist ein ehemaliger spanischer Fußballspieler.

## Karriere

### Vereine
Ortuño spielte in der Saison 1965/66 erstmals im Seniorenbereich Fußball. Für CE Sabadell, der als 14. von 16 Vereinen sich über die Relegation gegen Celta Vigo, dem Zweiten der Segunda División, Gruppe Nord den Klassenverbleib sichern konnte, bestritt er lediglich sechs Punktspiele. Sein Debüt in der Primera División, der höchsten Spielklasse im spanischen Fußball, gab er am 14. November 1965 (9. Spieltag) bei der 0:1-Niederlage im Heimspiel gegen Atlético Madrid.
In der Saison 1966/67 spielte er für den Zweitligisten Atlético Ceuta, für den er 28 Punktspiele bestritt und fünf Tore erzielte.
Nach Sabadell zurückgekehrt, bestritt er erneut für CE Sabadell Punktspiele in der Primera División; in 55 Einsätzen erzielte er neun Tore. Zudem bestritt er das Erstrunden-Rückspiel gegen den FC Brügge im Wettbewerb um den Messestädte-Pokal; nach dem 2:0-Sieg im Heimspiel, folgte mit der 1:5-Niederlage im Auswärtsspiel auch das Aus in diesem.
Mit dem amtierenden Pokalsieger Real Madrid, für den er in nur vier Punktspielen in der Zeit von 1970 bis 1972 zum Einsatz gekommen war, gehörte er dem Spitzenverein Spaniens an. Mit Real Madrid, der das Zweitrunden-Hinspiel im heimischen Estadio Santiago Bernabéu gegen den FC Wacker Innsbruck im Europapokal der Pokalsieger-Wettbewerb verlor, kam er einzig international zum Einsatz.
Mit seinem letzten Verein, dem Erstligisten CD Castellón, beendete er nach zwei Saisons, in denen er zunächst 29 und anschließend noch zwei Punktspiele bestritt, seine Spielerkarriere.

### Nationalmannschaft
Mit der Amateurnationalmannschaft Spaniens nahm er am Wettbewerb um den UEFA Amateur Cup teil. In der zweiten Auflage 1969/70 ging er mit seiner Mannschaft als Sieger aus der Gruppe 2 hervor und gelangte in der Endrunde mit dem 6:0-Sieg über die Amateurnationalmannschaft Italiens ins Finale. Da die Finalbegegnung am 3. Juli 1970 in Forte dei Marmi gegen die Amateurnationalmannschaft der Niederlande mit 1:1 n. V. keinen Sieger fand, wurde das Spiel einen Tag später an selber Stätte wiederholt. In diesem setzte er sich mit seiner Mannschaft mit 2:1 durch.
Als Spieler der Olympiaauswahlmannschaft kam er in einem Spiel der Qualifikationsgruppe 4 und im olympischen Fußballturnier 1968 in Mexiko, in den ersten beiden Spiele der Gruppe B gegen die Auswahlen Brasiliens und Nigerias, sowie das am 20. Oktober mit 0:2 verlorene Viertelfinale in Puebla gegen die Auswahl des Gastgeberlandes zum Einsatz. Im zweiten Gruppenspiel gegen die Auswahl Nigerias erzielte er mit der 1:0-Führung in der 27. Minute sein einziges Turniertor.

## Erfolge
- Europameister der Amateure 1970
- Spanischer Meister 1972